# 尚皮尼站
尚皮尼站（法語：Gare de Champigny）是一座位于法国巴黎东南郊马恩河谷省圣莫代福塞市的快铁车站，在法兰西岛大区快速铁路A2支线上。 

## 历史
尚皮尼车站的前身是十九世纪巴黎铁路网的巴黎－布里地区马尔勒铁路（万塞讷线）上的一站，自1853年得到拿破仑三世的敕令而开建，于1859年9月22日通车。现在的尚皮尼站是于1969年12月14日开始运行，作为法兰西岛大区快速铁路A2支线：滨海库尔瑟勒分支上的一站。  

### 乘客流量
据巴黎大众运输公司（RATP）的数据，2011年尚皮尼站的入站乘客总人次数为3279877人次。

## 车次
尚皮尼站在正常时段的发车频率是10分钟一班，高峰时期的发车频率是每小时12班次。晚间的发车频率是15分钟一班。

## 换乘路线
尚皮尼站位于巴黎三环（zone 3），没有与其他地铁、快铁或高铁接轨。车站东侧出口有大型的公交车站，接驳邻近地区的公交车线路：
- RATP公交线路：111 116 117 208a 208b 208s 306
- CEAT公交线路：7